# Rouxmesnil-Bouteilles
Rouxmesnil-Bouteilles är en kommun i departementet Seine-Maritime i regionen Normandie i norra Frankrike. Kommunen ligger i kantonen Offranville som tillhör arrondissementet Dieppe. År 2022 hade Rouxmesnil-Bouteilles 1 806 invånare.

## Befolkningsutveckling
Antalet invånare i kommunen Rouxmesnil-Bouteilles
| Referens: INSEE |